# Papaver umbonatum
Papaver umbonatum (synoniemen: Papaver subpiriforme Fedde, Papaver syriacum Boiss. & Blanche, Hebreeuws: פרג אגסני) is een soort klaproos die inheems is in Israël, Libanon en Syrië. De soort wordt vaak verward met of foutief gedetermineerd als Papaver rhoeas (grote klaproos), die in Europa algemeen voorkomt. Het is echter een aparte soort, hoewel de uiterlijke kenmerken sterk overeenkomen.
Ze komt voor in Mediterrane bos en struikgebieden, semi-steppeachtige kreupelhout gebieden, en de alpiene vegetatie bij de berg Hermon.

## Kenmerken
Papaver umbonatum bloeit van maart tot juni. De kroonbladen zijn rood, de meeldraden zwart. De gewelfde schijf met de liggende stempels is in het midden duidelijk verhoogd (hiervan is de soortaanduiding umbonatum afgeleid).
De talrijke staande of opstijgende stengels worden 20-50 cm hoog en zijn spaarzaam behaard. Aan de hogere delen van de stengel is de beharing aangedrukt.
De onderste bladen zijn geveerd in getand gelobde delen. De eindlobben zijn veel breder dan de zijdelingse.